# Phan Văn Thúy
Phan Văn Thúy (潘文璻, 1758 - 1833) là danh tướng nhà Nguyễn trong lịch sử Việt Nam. Một trong số công lao nổi bật của ông, đó là việc chỉ huy khai đào sông Vĩnh Định ở Quảng Trị vào năm 1825.

## Thân thế và sự nghiệp
Ông là người huyện Đăng Xương (1884, đổi là Thuận Xương), thuộc phủ Triệu Phong, tỉnh Quảng Trị . Lớn lên, không rõ năm nào, ông theo chúa Nguyễn vào Gia Định, rồi từng được bổ làm Khâm sai thuộc nội Cai đội quân Thần Sách , Vệ úy vệ Hổ uy.
Sau khi nhà Tây Sơn bị đánh đổ, năm Gia Long thứ 2 (Quý Hợi, 1803), thăng ông làm Hữu doanh Vệ úy, Khâm sai Chưởng cơ, coi quân bản doanh. Chẳng lâu sau, ông nhận mệnh "theo thủy quân của Đô thống chế Thái hòa hầu, ngồi thuyền Hải Đạo, đến địa phương Bắc Thành tiểu trừ giặc biển".
Năm Gia Long thứ 14 (Ất Hợi, 1815), cử ông làm Lưu thủ  doanh Quảng Bình. Sau, có tội, ông bị biếm xuống Cai cơ.
Năm Minh Mạng thứ nhất (Canh Thìn, 1820), thăng ông làm Chưởng cơ, rồi lại thăng làm Phó Đô thống chế doanh hậu quân Thần Sách, lãnh nhiệm vụ Phó Đốc trấn Thanh Hóa.
Năm Minh Mạng thứ 6 (Ất Dậu, 1825), cử ông coi việc đào sông (kênh) Vĩnh Định ở Quảng Trị. Theo Quốc triều sử toát yếu, thì công việc khởi sự vào tháng 3 (âm lịch) năm ấy. Sử thần chép: "Vì lúc bấy giờ các trấn lâu không mưa, giá gạo hơi cao, triều đình bàn khởi việc công dịch để lấy tiền nuôi dân. Sông đào xong, tùy bậc thưởng cấp" . Xong việc, cất ông làm Phó Đô thống chế thị nội doanh Long Vũ.
Năm Minh Mạng thứ 8 (Đinh Hợi, 1827), lại cho ông kiêm quản Tòa Thương Bạc. Tháng 5 (âm lịch) năm đó, quân Xiêm La (Thái Lan ngày nay) đánh lấy nước Vạn Tượng (Lào ngày nay), khiến vua nước ấy là A Nỗ phải chạy sang Việt Nam cầu cứu. Vua Minh Mạng liền cho Phan Văn Thúy sung chức Kinh lược biên vụ đại thần kiêm lĩnh Trấn thủ Nghệ An để lo việc.
Năm Mậu Tý (1828), ông cùng Phó tướng Nguyễn Văn Xuân, Tham tán Nguyễn Khoa Hào...đem 2.000 lính Kinh, 30 con voi, tiến đến đóng đồn ở phủ Trấn Ninh (Nghệ An) rồi tìm cách đưa vua A Nô về nước .
Ít lâu sau, nhà vua ban chỉ triệu ông về, thăng làm Đô thống, cho lĩnh chức Phó Tổng trấn Bắc Thành. Thấy mình đến tuổi 70, nhiều lần ông dâng sớ xin về hưu, nhưng nhà vua cứ ủy lạo lưu lại.
Theo sách Quốc sử di biên của danh thần Phan Thúc Trực, thì lúc làm Phó Tổng trấn, Phan Văn Thúy đã dâng sớ xin đổi cách mặc quần áo ở Bắc Thành, và được vua nghe theo. Sách Quốc triều sử toát yếu chép: "Tháng 10 (âm lịch) năm Mậu Tý (1828), truyền đổi cách ăn mặc từ sông Gianh trở ra Bắc" .
Năm Minh Mạng thứ 14 (Quý Tỵ, 1833), cho ông làm Thự Hậu quân Đô thống Chưởng phủ sự, tước Chương Nghĩa hầu. Gặp lúc Lê Văn Khôi khởi binh chống Nguyễn ở thành Phiên An, nhà vua cho ông làm Thảo nghịch Hữu tướng quân. Đến nơi, ông và Tham tán Trương Minh Giảng tiến quân phá tan một đội quân nổi dậy ở trạm Biên Long. Tháng 8 (âm lịch) năm đó, ông bị bệnh tại quân thứ Biên Hòa, chuyển về đến Khánh Hòa thì mất.
Thương tiếc, vua Minh Mạng cho truy tặng ông là Đặc tiến Tráng Vũ tướng quân Thiếu bảo, ban tên thụy là Trung Tráng. Sau đó, nhà vua còn cho thiết đàn tế ở bên sông Hương, đồng thời sai Hoàng tử Vĩnh Tường công Miên Hoành làm lễ tứ tửu (tức lễ dâng rượu vua ban) .
Năm Bính Thân (1836), tên ông được khắc trên bia Võ công dựng tại Võ miếu (lập năm 1835), và đứng hàng thứ ba trong số 20 danh tướng của triều Nguyễn .

## Thông tin liên quan
- Danh tướng Phan Văn Thúy là người có công lớn trong việc đào sông (kênh) Vĩnh Định ở Quảng Trị. Theo sách Đại Nam nhất thống chí, thì:

Sông đào Vĩnh Định (Vĩnh Định Hà) ở phía đông lỵ sở cũ của huyện Hải Lăng, chia nước từ ngã ba làng Cổ Thành của sông cái Thạch Hãn, chảy qua thôn La Duy, lại chảy qua làng Trung Đan (hay Đơn) rồi vào làng Lương Điền. Thời trước, làng Trung Đan có một đường kênh, sau bị phù sa, cát bồi lấp thành cạn, thuyền bè khó đi.
Năm thứ 33 (Tân Dậu, 1681) đời Thái Tông (chúa Nguyễn Phúc Tần), đã cho vét đào, lâu ngày lại tắc. Đến năm thứ 2 (Quý Dậu, 1693) đời Hiển Tông (chúa Nguyễn Phúc Chu) lại đào, sau lại bị cát bồi hầu thành đất bằng. Năm Minh Mạng thứ 6 (1825), vua sai Thống chế Phan Văn Thúy đốc binh dân khai đào từ xã Câu Kênh đến xã Trung Đan gồm 1.720 trượng, ba tháng thì xong, bèn cho tên là Vĩnh Định.
Năm Minh Mạng thứ 17 (Bính Thân, 1836), xa giá nhà vua tuần du ra Quảng Trị, thuyền ngự đi qua sông này, có thơ ngự chế khắc vào đá và dựng nhà bia ở bờ nam sông. Cũng vào năm ấy đúc Cửu Đỉnh, khắc hình sông vào Thuần Đỉnh.
Năm Thiệu Trị thứ 2 (Nhâm Dần, 1842), xa giá Bắc tuần, nhà vua có thơ ngự chế khắc vào bia đá dựng ở bờ sông.
- Theo Quốc sử di biên của Phan Thúc Trực, vào năm 1828 (Minh Mạng thứ 9), vấn đề đổi trang phục của miền Bắc được đặt ra, lần này không phải từ phía chính quyền trung ương mà là từ chính quyền địa phương. Sách này chép: "Tháng 9, Phó Tổng trấn Bắc Thành là Phan Văn Thúy xin đổi cách mặc quần áo ở Bắc Thành, vua nghe theo. Vua dụ rằng: "Đất nước ta cùng chung bốn biển, phong tục hay, lẽ nào lại để cho có những chỗ sai khác. Tháng trước, các trấn thần ở Thanh Hóa, Nghệ An lần lượt xin đổi quần áo của sĩ dân, nay thể theo khẩn cầu, toàn hạt Bắc Thành cũng được sửa đổi kịp thời, để thống nhất chế độ"...

Căn cứ vào điều lệnh do Tổng trấn Bắc Thành Phan Văn Thúy công bố vào tháng 5 năm 1830 (năm Minh Mạng thứ 11), thì kể từ đó "Đàn ông không được đội mũ dài, mũ Thiên bình, mũ Yến vĩ, áo có ống tay rộng, cổ cao, đai lưng, đi tất chân. Phụ nữ không được dùng vải lụa ngắn quấn trên đầu, các dây đai eo lớn nhỏ và quần không đáy".

## Sách tham khảo
- Quốc sử quán triều Nguyễn (Cao Xuân Dục chủ biên), Đại Nam chính biên liệt truyện, truyện "Phan Văn Thúy". Nhà xuất bản Văn Học, 2004.
- Quốc sử quán triều Nguyễn (Cao Xuân Dục chủ biên), Đại Nam dư địa chí ước biên. Nhà xuất bản Văn Học, 2004.
- Quốc sử quán triều Nguyễn (Cao Xuân Dục chủ biên), Quốc triều sử toát yếu (phần Chính biên). Nhà xuất bản Văn Học, 2002.
- Quốc sử quán triều Nguyễn, Đại Nam nhất thống chí (quyển "Phủ Thừa Thiên", mục "Núi sông", và mục: "nhân vật": tiểu truyện Phan Văn Thúy) in trong Tổng tập dư địa chí Việt Nam (tập 3). Nhà xuất bản Thanh Niên, 2012.
- Nguyễn Q. Thắng - Nguyễn Bá Thế, Từ điển nhân vật lịch sử Việt Nam. Nhà xuất bản Khoa học xã hội, 1992.